# Expectorant
Un expectorant est un médicament ou une herbe qui augmente l'expulsion du mucus de la trachée ou des bronches par de l'expectoration ou de la toux.
Les expectorants n'ont pas d'efficacité scientifique prouvée, leurs intérêts peuvent donc être limités,. De plus, lorsque la toux est productive, elle est souvent bénéfique car permet l'évacuation du pathogène ou de l'allergène.

## Expectorants végétaux
- Anis (Pimpinella anisum),
- Ail (Allium sativum),
- Asclepias tuberosa,
- Baume du Pérou (Myroxylon perierae),
- Baume Tolu (Myroxylon toluifera),
- Chondrus crispus,
- Eucalyptus,
- Fenouil
- Grindelia (Grindelia camporum),
- Guimauve (Althaea officinalis),
- Immortelle commune (Helichrysum stoechas),
- Hydrastis (Hydrastis canadensis),
- Hysope (Hyssopus officinalis),
- Inula helenium,
- Lichen d'Islande (Cetraria islandica),
- Lobélie (Lobelia inflata),
- Marrubium vulgare,
- Piloselle (Hieracium pilosella),
- Polygala (Polygala senega),
- Pin - bourgeons de pin
- Populus gileadensis,
- Prunus serotona.
- Radis noir (Raphanus sativus),
- Réglisse (Glycyrrhiza glabra),
- Sanguinaria canadensis,
- Scille (Urginea maritima),
- Sticta pulmonaria,
- Sureau (Sambucus nigra),
- Symphytum officinale,
- Symplocarpus foetidus,
- Thuya (Thuja occidentalis),
- Thym (Thymus vulgaris),
- Tussilage (Tussilago farfara),
- Verbascum thapsus,
- Verveine (Verbena officinalis),
- Miel d'abeille pur
- Fenugrec

## Autres expectorants
La guaïfénésine est un expectorant de synthèse fréquemment rencontré.